# Pidhoroddja
Pidhoroddja (ukrainisch Підгороддя; russisch Подгородье Podgorodje, polnisch Podgrodzie) ist ein Dorf in der ukrainischen Oblast Iwano-Frankiwsk in der Westukraine mit etwa 800 Einwohnern.
Die Ortschaft liegt im Westen der historischen Landschaft Galizien im Rajon Iwano-Frankiwsk am Flüsschen Wisljenka (Віслєнка), etwa 4 Kilometer nördlich vom ehemaligen Rajonzentrum Rohatyn und 58 Kilometer nördlich vom Oblastzentrum Iwano-Frankiwsk entfernt.
Am 12. Juni 2020 wurde das Dorf ein Teil neu gegründeten Stadtgemeinde Rohatyn im Rajon Iwano-Frankiwsk; bis dahin bildete es zusammen mit den Dörfern Lukowyschtsche (Луковище) und Ruda (Руда) die Landratsgemeinde Pidhoroddja (Підгородянська сільська рада/Pidhorodjanska silska rada) im Rajon Rohatyn.
Der Ort wurde 1446 zum ersten Mal schriftlich erwähnt, erhielt später das Marktrecht, lag zunächst in der Adelsrepublik Polen-Litauen, Woiwodschaft Ruthenien, und kam 1772 als Podhorodie zum damaligen österreichischen Kronland Galizien (bis 1918 als Markt dann im Bezirk Rohatyn).
Nach dem Ende des Ersten Weltkrieges kam der Ort zur Polen, war hier ab 1921 als Podgrodzie in die Woiwodschaft Stanislau, Powiat Rohatyn, Gmina Rohatyn eingegliedert und wurde im Zweiten Weltkrieg erst von der Sowjetunion und ab 1941 bis 1944 von Deutschland besetzt und dem Distrikt Galizien angeschlossen. Nach der Rückeroberung durch sowjetische Truppen 1944 kam er 1945 wiederum zur Sowjetunion und wurde in die Ukrainische SSR eingegliedert, seit 1991 ist der Ort Teil der heutigen Ukraine. Unter sowjetischer Herrschaft wurde dem Ort 1939 durch die Herabstufung zum Dorf der Marktstatus aberkannt.

## Söhne und Töchter der Ortschaft
- Olha Bassarab (1889–1924), ukrainische Aktivistin